# ヴィクター・バナルジー
ヴィクター・バナルジー（英語: Victor Banerjee、1946年10月15日 - ）は、インドの俳優。
英語、ヒンディー語、ベンガル語、アッサム語の映画に出演している。様々な有名監督と共演したほか、1984年の『Ghare Baire』で国家映画賞 助演男優賞を受賞した。2022年にはパドマ・ブーシャン勲章を授与された。